# Маврулис, Николас
Ни́колас Джеймс Мавру́лис (англ. Nicholas James Mavroules; 1 ноября 1929, Пибоди, Массачусетс, США — 25 декабря 2003, Сейлем, Массачусетс, США) — американский политик-демократ, член Палаты представителей США, мэр и член городского совета Пибоди. Являлся членом Ордена святого апостола Андрея, носил оффикий (титул) архонта депутатоса Вселенского Патриархата Константинополя.

## Биография
Родился в греческой семье.

### Карьера
В 1949—1967 годах работал менеджером среднего звена в «GTE-Sylvania» (сегодня «Osram Sylvania»).
В 1958—1965 годах — член городского совета Пибоди.
В 1967—1978 годах — мэр города Пибоди.

#### Палата представителей США
В 1979—1993 годах — член Палаты представителей США от 6-го избирательного округа штата Массачусетс.

##### Участие в комитетах
- Комитет Палаты представителей США по вооружённым силам
  - Подкомитет по расследованиям (председатель)

В 1983 году возглавлял расследование терактов в Бейруте, в ходе которых погиб 241 американский военнослужащий. Лично выезжал в Ливан. В заключительном отчёте комитета от декабря 1983 года записал: «Террористическая война началась и, вероятно, будет продолжаться в обозримом будущем».
Маврулис являлся активным сторонником идеи замораживания ядерного оружия и выступал категорически против создания противоракетного «щита», что являлось одной из основных целей стратегической инициативной обороны, объявленной в 1983 году президентом США Рональдом Рейганом.
Участвовал в законотворческой работе по вопросам национальной безопасности, включая принятие Закона Голдуотера-Николса.
В 1987 году посещал Багдад (Ирак), Эль-Кувейт (Кувейт) и Эт-Таиф (Саудовская Аравия) в составе инспекционной делегации для проверки базирующихся в Персидском заливе вооружённых сил США в ходе Ирано-иракской войны.
В 1988 году в качестве эмиссара Государственного департамента США вёл неофициальные переговоры с премьер-министром Греции Андреасом Папандреу, заложившие основу действующему в настоящее время между двумя странами соглашению о военных базах.
Будучи председателем подкомитета по расследованиям, способствовал выявлению крупных перерасходов средств на самолёты морской авиации, а также пролил свет на произошедший в 1989 году смертоносный взрыв на линкоре USS Iowa (BB-61).
Лоббировал интересы Греции и Кипра в Конгрессе, в частности касательно взаимоотношений этих стран с Турцией.

## Обвинительный приговор
В 1992 году Маврулис был снят с должности в Конгрессе в связи с предъявленными обвинениями в коррупции по семнадцати пунктам, что стало результатом федерального расследования вменяемого ему в вину неправомерного использования своих полномочий в целях личной выгоды.
В апреле 1993 года признал себя виновным по пятнадцати пунктам и был приговорён к 15-месячному тюремному заключению. При вынесении приговора, сказал судье:
Я, безусловно, извиняюсь перед своей семьёй, и они перенесли огромную, огромную боль. Я прошу прощения у моих друзей, которые продолжают оставаться преданными, сильными, очень стойкими. Я полностью беру на себя ответственность за свои действия.
Умер 25 декабря 2003 года в Сейлеме (Массачусетс) на 74 году жизни, где восстанавливался после операции на желудке.

## Личная жизнь
Был женат на Мэри (Сильвер) Маврулис, в браке с которой имел трёх дочерей.